# ألجر هيس
ألجر هيس (11 نوفمبر 1904- 15 نوفمبر 1996) مسؤول حكومي أمريكي اتهم في عام 1948 بالتجسس لصالح الاتحاد السوفيتي في ثلاثينيات القرن العشرين. كانت قد انتهت صلاحية قوانين التقادم فيما يخص تهمة التجسس، لكنه أدين بالحنث باليمين فيما يتعلق بهذه التهمة في عام 1950. قبل المحاكمة، شارك هيس في تأسيس الأمم المتحدة، سواء كمسؤول في وزارة الخارجية الأمريكية أو كمسؤول في الأمم المتحدة. عمل في وقت لاحق من حياته كمحاضر ومؤلف.
في 3 أغسطس 1948، أدلى ويتاكر تشامبرز، وهو عضو سابق في الحزب الشيوعي الأمريكي، بشهادته بموجب مذكرة استدعاء أمام لجنة الأنشطة غير الأمريكية في مجلس النواب (هواك) بأن هيس كان شيوعيًا في السر أثناء وجوده في الخدمة الفيدرالية. نفى هيس التهمة بشكل قاطع ورفع بعدها دعوى قضائية ضد تشامبرز بتهمة التشهير. وخلال عملية الاستطلاع في قضية التشهير قبل المحاكمة، قدم تشامبرز أدلة جديدة يزعم أنها تشير إلى تورطه هو وهيس في التجسس. اتهمت هيئة محلفين فيدرالية كبرى هيس بتهمتي الحنث باليمين. خضع هيس للمحاكمة مرة ثانية، بعد محاكمة باطلة بسبب هيئة محلفين منقسمة، وفي يناير من عام 1950 أدين وحصل على حكمين متزامنين بالسجن مدة كل منهما خمس سنوات، نفذ منهما في النهاية ثلاث سنوات ونصف.
احتلت النقاشات المتعلقة بالقضية وصحة الحكم مركز الصدارة في الجدالات الأوسع حول الحرب الباردة والمكارثية ومدى التجسس السوفيتي في الولايات المتحدة. منذ إدانة هيس، أشعلت تصريحات الأطراف المعنية والأدلة المكشوفة حديثًا النزاع. في تسعينيات القرن العشرين، صرح اثنان من كبار الضباط العسكريين السوفييت السابقين المسؤولين عن سجلات الاستخبارات العسكرية للاتحاد السوفيتي، بعد البحث في تلك السجلات، قائلًا إن «جهاز المخابرات الروسي ليس لديه وثائق تثبت أن ألجر هيس تعاون معنا في مكان معين أو في أي مكان»، وإن هيس «لم يكن لديه أي علاقة مع المخابرات السوفيتية». قدمت أوراق مشروع فينونا لعام 1995 دليلًا على النظرية القائلة بأن هيس كان جاسوسًا سوفييتيًا. جادل المؤلف أنتوني سمرز في عام 2000 بأنه نظرًا لأن العديد من الملفات ذات الصلة ما تزال غير متاحة، فإن الجدال المتعلق بهيس سيبقى موضع نقاش مع وجود انقسامات سياسية تشير إلى الإيمان ببراءة هيس أو إدانته. دافع هيس نفسه عن براءته حتى وفاته في عام 1996.

## بداية حياته وأسرته
كانت ألجر هيس، الذي ولد في بالتيمور، ماريلاند، في 11 نوفمبر 1904، أحد خمسة أطفال لماري «ميني» لافينيا (كنيتها قبل الزواج هيوز) وتشارلز ألجر هيس. ينحدر كلا الوالدين من عائلات بالتيمور الكبيرة التي يمكن تتبع جذورها إلى منتصف القرن الثامن عشر. هاجر الجد الأكبر لأب هيس من ألمانيا عام 1729، وتزوج وغير لقبه من «هيس-Hesse» إلى «هيس-Hiss». التحقت ميني هيوز بكلية المعلمين وكانت نشيطة في مجتمع بالتيمور. بعد وقت قصير من زواجه في سن الرابعة والعشرين، دخل تشارلز هيس عالم الأعمال وانضم إلى شركة استيراد البضائع الجافة دانييل ميلر وشركاه. أبلى فيها بلاءً جيدًا وأصبح مديرًا تنفيذيًا وحامل أسهم. عندما توفي جون شقيق تشارلز فجأة عن عمر يناهز 33 عامًا، تولى تشارلز المسؤولية المالية والعاطفية لأرملة أخيه وأطفاله الستة بالإضافة إلى عائلته الممتدة. ساعد تشارلز أيضًا شقيق زوجته المفضل، ألبرت هيوز، في العثور على عمل في دانييل ميلر. تميز هيوز في البداية وتمت ترقيته إلى أمين صندوق الشركة، ولكنه بعد ذلك دخل في صفقة تجارية معقدة ولم يتمكن من الوفاء بالالتزام المالي الذي كان جزءًا من اتفاقية مشتركة. معتبرًا أنها مسألة شرف، شعر تشارلز هيس بأنه يجب أن يبيع جميع أسهمه لسداد ديون صهره، وكذلك أن يستقيل من الشركة. كان ذلك في عام 1907، عام الذعر المالي الكبير. بعد محاولات غير منقطعة من قبل الأقارب أن يعثروا له على عمل، سقط تشارلز في اكتئاب خطير وانتحر، وقطع حلقه بشفرة حلاقة. كان على ميني، التي استفادت إلى أقصى حد من ازدهارها السابق ومكانتها الاجتماعية، أن تعتمد الآن على ميراثها ومساعدة أفراد الأسرة.
كان ألجر هيس يبلغ من العمر عامين عند وفاة والده، وكان شقيقه دونالد يبلغ من العمر شهرين. لم يتم إخبارهم بظروف وفاة تشارلز هيس، كما جرت العادة في تلك الأيام. عندما علم ألجر بذلك عن غير قصد من الجيران بعد سنوات، واجه بغضب شقيقه الأكبر بوسلي، الذي أخبره بالحقيقة بعد ذلك. قرر هيس بعد صدمته تكريس بقية حياته لاستعادة «الاسم الجيد» للعائلة.
على الرغم من أن السوداوية كانت تخيم على بداية طفولة هيس التي قضاها يلعب ألعاب قاسية مع إخوته وأبناء عمومته الذين عاشوا بالقرب منه، فإنها كانت طفولة سعيدة. وصف المعلق الصحفي موراي كيمبتون حيهم في بالتيمور بأنه «أرستقراطي رث». من ناحية ثانية، صور هيس الظروف الاقتصادية لطفولته على أنها "متواضعة"، لكنها «ليست رثة بشكل دقيق». (حدثت مأساتان أخريان عندما كان هيس في العشرينات من عمره: توفي شقيقه الأكبر بوسلي بسبب مرض برايت وانتحرت أخته ماري آن).
تعلم هيس الاستقلالية والبحث عن بدائل أبوية. في المدرسة، كان يتمتع بشعبية وأداء عالي. التحق بالمدرسة الثانوية في كلية مدينة بالتيمور وبالكلية في جامعة جونز هوبكنز، حيث تم انتخابه «الطالب الأكثر شعبية» من قبل زملائه وتخرج عضوًا في فاي بيتا كابا. في عام 1929، حصل على شهادة في القانون من كلية الحقوق بجامعة هارفارد، حيث كان عضوًا في حزب فيليكس فرانكفورتر، قاضي المحكمة العليا في الولايات المتحدة مستقبلًا. خلال الفترة التي قضاها في جامعة هارفارد، جرت محاكمة القتل الشهيرة للاسلطويين نيكولا ساكو وبارتولوميو فانزيتي، وانتهت بإدانتهما وإعدامهما. مثل فرانكفورتر، الذي ألف كتابًا عن القضية، ومثل العديد من الليبراليين البارزين في ذلك الوقت، أكد هيس أن ساكو وفانزيتي أدينا ظلمًا.
عمل هيس لمدة عام ككاتب لقاضي المحكمة العليا أوليفر ويندل هولمز جونيور، قبل الانضمام إلى تشوات، هول وستيوارت، شركة محاماة في بوسطن، ولاحقًا إلى شركة محاماة نيويورك المعروفة آنذاك باسم كوتون وفرانكلين ورايت وجوردون.